# 평능역
평능역(平陵驛)은 강원특별자치도 동해시 평릉동에 위치한 영동선의 철도역이었다. 이 역은 영동선이 동해역부터 묵호역간 구간이 단선이었을 때 현재의 묵호항선으로 분기하기 위해 존재했던 신호소이다. 현재 묵호항선이 부설되며 폐역되었다.

## 연혁
- 1961년 5월 5일 : 신호소로 영업 개시
- 1969년 6월 23일 : 묵호항선으로 재편되어 폐역[1]